# Монтефріо
Монтефріо (ісп. Montefrío) — муніципалітет в Іспанії, у складі автономної спільноти Андалусія, у провінції Гранада. Населення — 6229 осіб (2010).
Муніципалітет розташований на відстані близько 350 км на південь від Мадрида, 40 км на північний захід від Гранади.
На території муніципалітету розташовані такі населені пункти: (дані про населення за 2010 рік)
- Форталеса: 133 особи
- Кампо-Умано: 101 особа
- Корколес: 143 особи
- Кортіхо-де-Баратас: 93 особи
- Лос-Оспіталес: 105 осіб
- Лос-Хітанос: 118 осіб
- Лохілья: 192 особи
- Лос-Молінос: 171 особа
- Монтефріо: 4480 осіб
- Рінкон-де-Турка: 136 осіб
- Ла-Віньюела: 184 особи
- Міланос: 373 особи

## Демографія
Динаміка населення (INE ):

## Галерея зображень

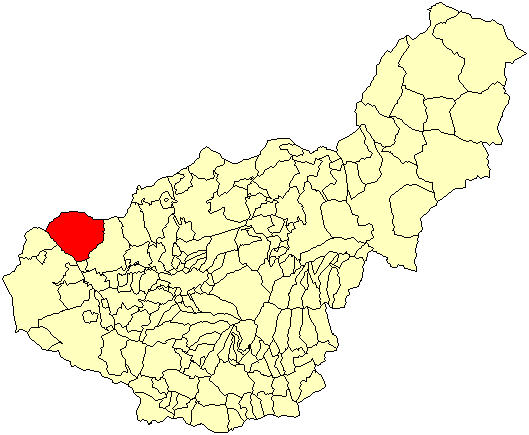
Розташування муніципалітету Монтефріо
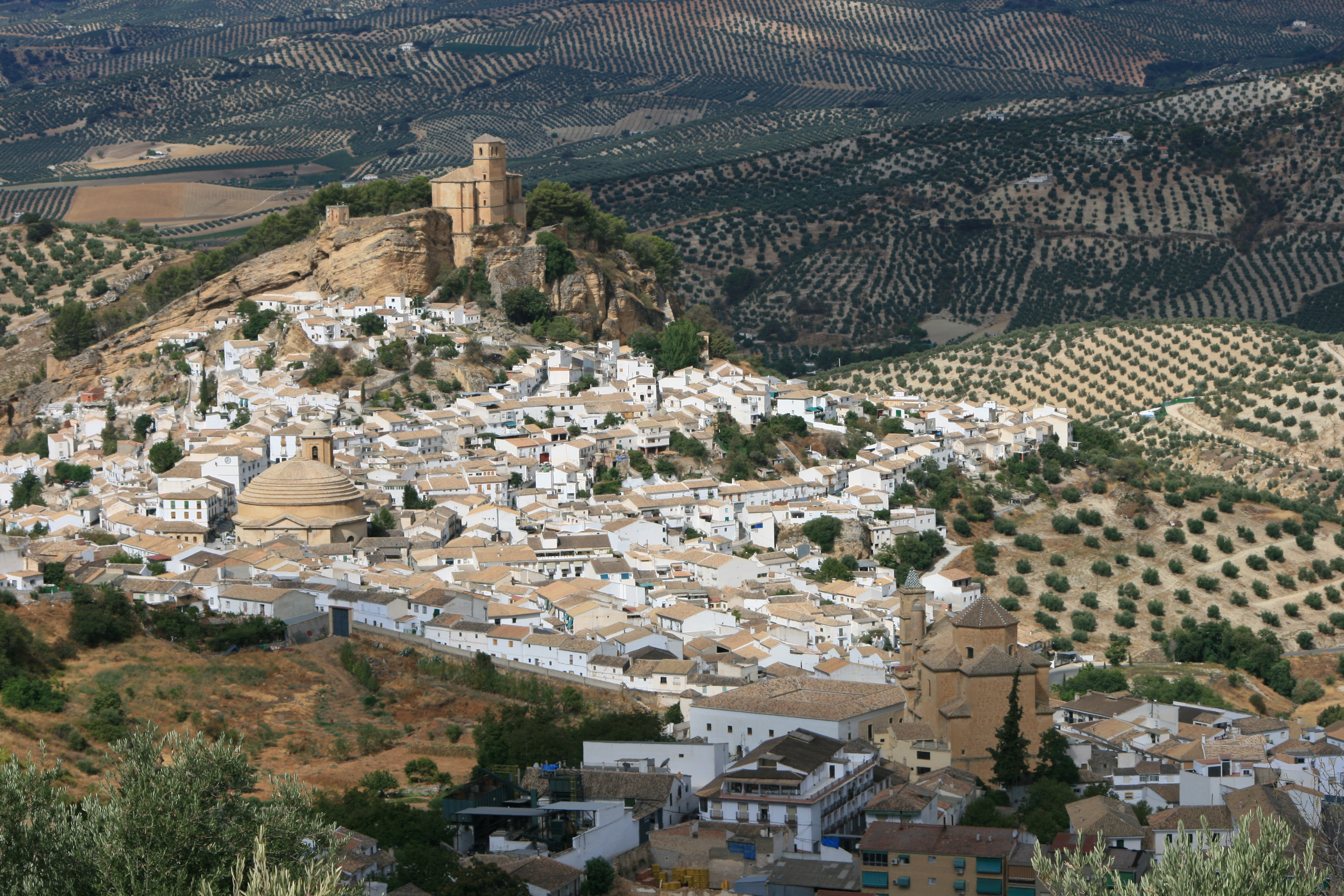
Монтефріо
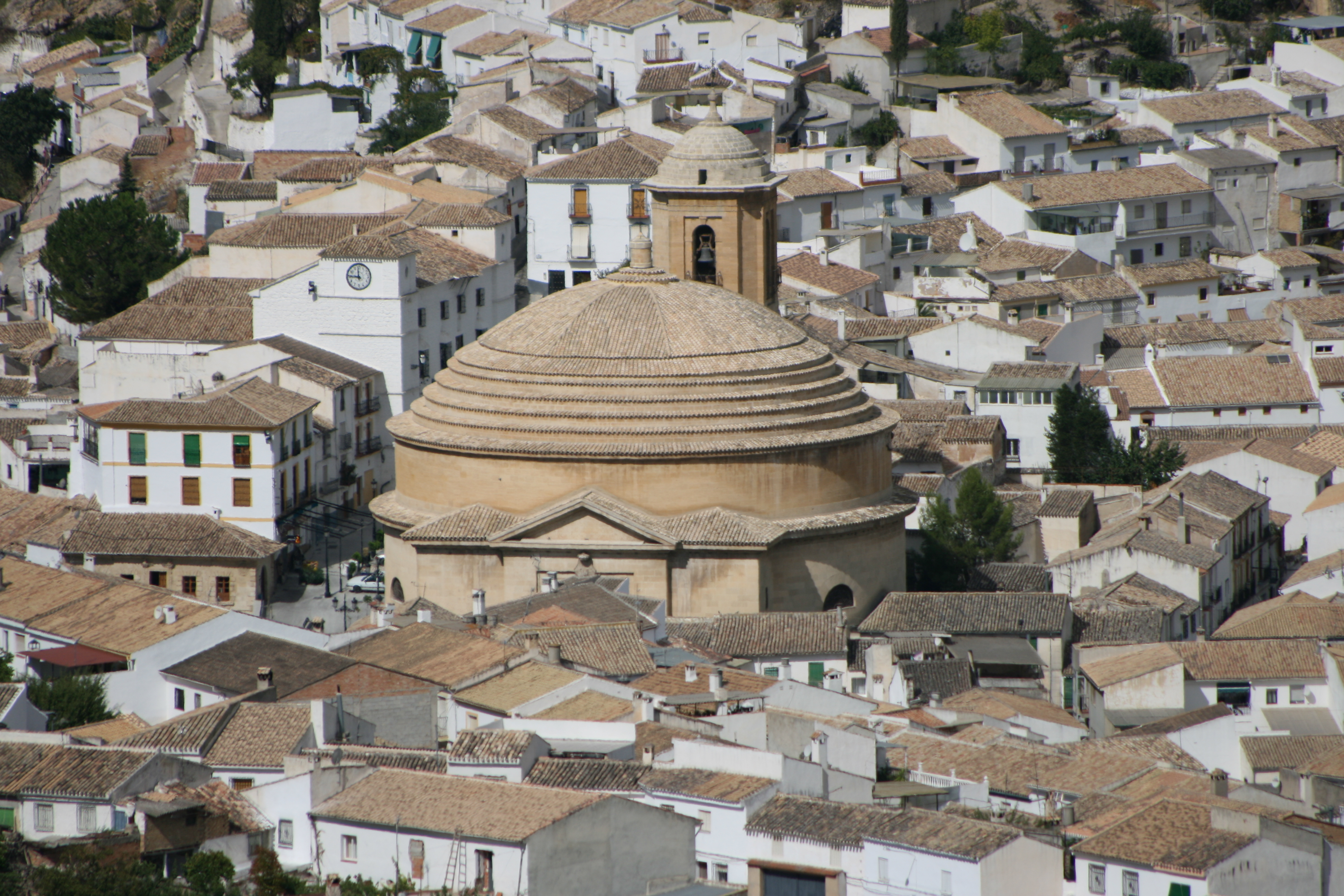
Церква